# Holmoveț, Vînohradiv
Holmoveț (în ucraineană Холмовець) este un sat în comuna Ardul Negru din raionul Vînohradiv, regiunea Transcarpatia, Ucraina.

## Demografie
Componența lingvistică a localității Holmoveț
     Ucraineană (97,06%)
     Maghiară (1,96%)
     Alte limbi (0,84%)
Conform recensământului din 2001, majoritatea populației localității Holmoveț era vorbitoare de ucraineană (97,06%), existând în minoritate și vorbitori de maghiară (1,96%).